# Cirurgia sense sang
La cirurgia sense sang és un mètode quirúrgic desenvolupat pel cirurgià ortopèdic Adolf Lorenz, conegut com «el cirurgià sense sang de Viena». L'ús contemporani del terme fa referència a tècniques i protocols mèdics tant invasius com no invasius que, a tot estirar, només fan servir la sang del propi pacient. Per tant, el terme «sense sang» fa referència exclusivament a la sang d'altres persones.
L'interès per la cirurgia sense sang va sorgir fa dècades per diverses raons. Els testimonis de Jehovà, per exemple, rebutgen les transfusions de sang per motius religiosos; altres poden estar preocupats per les malalties transmeses per la sang o simplement perquè confien més en els beneficis de no fer servir sang d'altra gent.

## Història
Durant la dècada de 1960, el cirurgià cardíac nord-americà Denton Cooley va realitzar amb èxit nombroses cirurgies sense sang a cor obert als pacients testimonis de Jehovà. Quinze anys després, ell i el seu associat van publicar un informe de més de 500 cirurgies cardíaques en aquesta població, documentant que la cirurgia cardíaca es podia realitzar amb seguretat sense transfusió de sang.
Ron Lapin (1941–1995) va ser un cirurgià nord-americà que es va interessar per la cirurgia sense sang a mitjans dels anys setanta. Se'l coneixia com un "cirurgià sense sang" a causa de la seva voluntat de realitzar cirurgies en pacients testimonis de Jehovà severament anèmics sense fer servir transfusions de sang .
Patricia A. Ford (nascuda el 1955) va ser la primera cirurgiana que va realitzar un trasplantament de medul·la òssia sense sang.
El 1998, el professor James Isbister, un hematòleg d'Austràlia, va proposar per primera vegada un canvi de paradigma sobre l'enfocament del pacient. El 2005, va escriure un article a la revista, 'Actualitzacions en la conservació de la sang i les alternatives a la transfusió'.
Actualment, els principals hospitals del món tenen departaments especialitzats en cirurgia sense sang. Pel que fa als Països Catalans, Catalunya en té diversos centres.

## Beneficis
Alguns beneficis de la cirurgia sense sang són la disminució del risc d'infecció hospitalària i d'altres complicacions greus. A més, les decisions sobre les transfusions no estan estandarditzades (de vegades, l'eficàcia de la transfusió no té cap evidència científica i se n'abusa). També, la cirurgia sense sang està associada a un millor pronòstic postoperatori i a un índex més baix de recurrència en càncer d'esòfag, una menor sèpsia postoperatòria i més supervivència en càncer de còlon. Per acabar, la recuperació del pacient és més ràpida i menys traumàtica.
Els baixos riscos per a la salut semblen ser el factor més important que contribueix a l'èxit de la cirurgia sense sang, especialment a la llum dels estudis recents que suggereixen que les transfusions de sang poden augmentar el risc de complicacions i reduir les taxes de supervivència.